# William Caxton

William Caxton

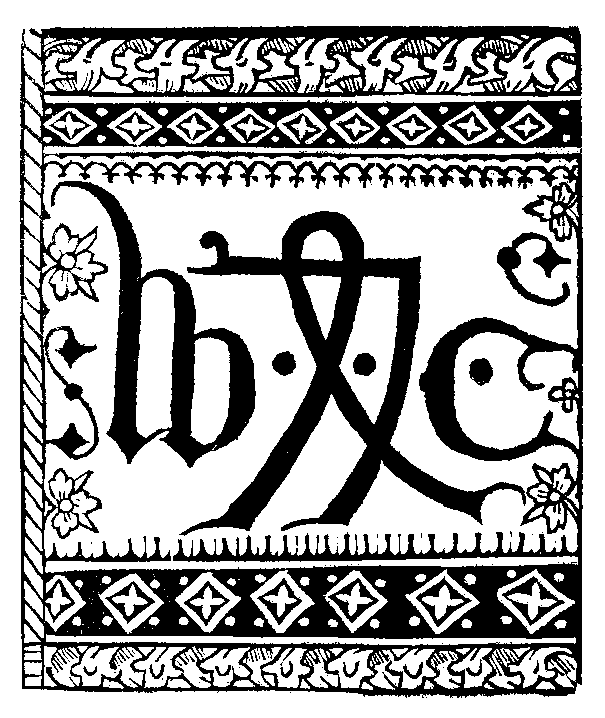
Druckermarke von William Caxton (1478)

William Caxton (* um 1422 in der Grafschaft Kent; † 1491 in Westminster) war der erste englische Buchdrucker und zugleich als Verleger und Übersetzer tätig. Er gilt als bedeutender Bildner und Reformer der englischen Sprache, da er, am Übergang vom Mittelenglischen zum Neuenglischen, in seinen Drucken und Übersetzungen aus den verschiedenen Dialekten ein modernes und einheitliches Englisch zu entwickeln verstand.

## Biografie

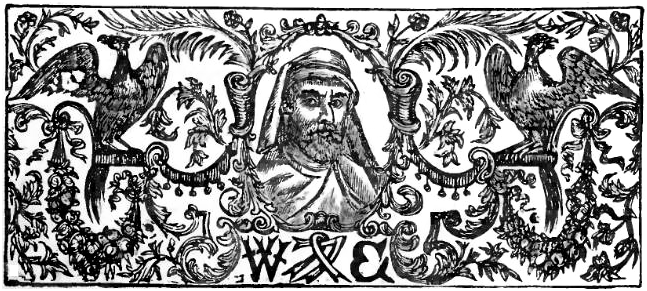
William Caxton, Kolophon

Aufgrund spärlicher Quellenlage lassen sich zu Caxtons Kindheit und früher Jugend keine verlässlichen Angaben machen. Selbst das Jahr seiner Geburt kann nur annäherungsweise bestimmt werden. Erstes urkundlich belegbares Zeugnis seines Lebensweges ist der Eintritt als Lehrling bei dem Londoner Tuchhändler Robert Large im Jahre 1438. Am 24. April 1441 verstarb der Meister, noch bevor Caxton seine kaufmännische Lehre hatte beenden können. Für ein gutes Verhältnis zwischen Meister und Lehrling spricht, dass Large den jungen Caxton in seinem Testament großzügig bedachte. Bei welchem neuen Lehrherrn dieser seine Ausbildung schließlich beendete, ist nicht bekannt.
Sicher belegt ist hingegen, dass Caxton in den frühen 1440er Jahren nach Flandern kam. In Brügge, dem damaligen Zentrum des europäischen Tuch- und Wollhandels, war er als Kaufmann überaus erfolgreich tätig und wurde 1463 zum Leiter der Merchant Adventurers, der Auslandsorganisation der englischen Kaufleute, gewählt. Als Acting Governor of the English Nation beyond the Sea war er ein einflussreicher diplomatischer Vermittler in den für den Tuchhandel wichtigen, aber durchaus konfliktträchtigen Beziehungen zwischen England und den in Flandern herrschenden Herzögen von Burgund. Auch aufgrund von Caxtons Verhandlungsgeschick kam es in den langwierigen Handelskontroversen schließlich zu einer Lösung, deren äußeren Höhepunkt die Vermählung der englischen Prinzessin Margareta von York mit Herzog Karl dem Kühnen von Burgund im Jahre 1468 bildete.
Wenig später trat Caxton in das Gefolge der neuen Herzogin ein. Mit hoher Wahrscheinlichkeit war er als ihr Sekretär und Hofbibliothekar tätig. Diese Position erlaubte es ihm, die wertvolle Bibliothek der burgundischen Herzöge zu leiten und bot ihm ausreichend Gelegenheit, seiner Leidenschaft für Bücher und Literatur nachzugehen. In die Zeit seines Hofdienstes fällt auch die Beschäftigung mit dem ersten eigenen Buchprojekt. Raoul le Fevres bekannte französischsprachige Zusammenfassung von Geschichten um den Troja-Mythos inspirierte Caxton dazu, sie ins Englische zu übersetzen. Er begann die Arbeit daran in Brügge und beendete sie nach eigenen Angaben im September 1471 in Köln. Tatsächlich ist seine Anwesenheit in Köln für die Jahre 1471/1472 urkundlich belegt.
Auch wenn über die ursprüngliche Motivation dieses Aufenthalts nichts Näheres bekannt ist, so war er doch von entscheidender Bedeutung für Caxtons weiteren Lebensweg. Aus Aufzeichnungen seines späteren Geschäftsnachfolgers Wynkyn de Worde lässt sich entnehmen, dass William Caxton in Köln das Druckerhandwerk erlernte. Die erste eigene Druckerei richtete er mit seinem Geschäftspartner Colard Mansion jedoch in Brügge ein. Dort entstand 1474 The Recuyell of the Historyes of Troy, das erste gedruckte Buch in englischer Sprache. Im darauf folgenden Jahr wurde das von Caxton selbst übersetzte Werk zur Ausgabe gebracht. Aufgrund der großen Ähnlichkeit der verwendeten Typen wird davon ausgegangen, dass sich Caxton und sein Partner ihr Letternmaterial bei dem Drucker Johann Veldener in Löwen beschafften.
Nachdem er in Köln das Drucken erlernt hatte und in Brügge sein erstes Buchprojekt ins Werk setzen konnte, entschied sich Caxton anno 1476, nach England zurückzukehren. In Westminster, das zu dieser Zeit einen selbstständigen, nicht zu London gehörenden Bezirk bildete, errichtete er die erste Druckerei auf englischem Boden. Aufgrund genauer Analysen der Typen und des verwendeten Papiers ist es der Inkunabelforschung gelungen, die früher umstrittene Reihenfolge von Caxtons Drucken, die allesamt ohne Titelblatt und in vielen Fällen auch ohne Datierung in  Kolophon oder Incipit erschienen, mit hoher Wahrscheinlichkeit zu klären. Die erste in England hergestellte Druckschrift war demnach ein Ablassbrief. Das erste größere Werk dürften die Canterbury Tales des englischen Autors Geoffrey Chaucer gewesen sein.
Ohne Zweifel war die Einführung des Buchdrucks für England von großer kulturhistorischer Bedeutung. Als erfahrener Kaufmann sah Caxton aber auch die geschäftlichen Perspektiven, die die innovative Technik bot. Dank seiner kühl abwägenden Geschäftstüchtigkeit und guter Kontakte zu den gesellschaftlichen Eliten entwickelte sich seine Offizin zu einem prosperierenden Unternehmen. Der Zugang zum Medium Buch, zuvor weitgehend Adel und Klerus vorbehalten, wurde durch Caxtons Wirken, zu dessen Bewunderern auch die Könige Edward IV. Richard III. gehörten, nun auch vermögenden bürgerlichen Kreisen erschlossen.
Im Frühling des Jahres 1491 verstarb der erste englische Drucker in Westminster und wurde in der St Margaret’s Church beigesetzt. Sein Angestellter Wynkyn de Worde übernahm nachfolgend die Leitung der Druckerei.

## Werk

### Umfang des Werkes
Bis heute sind 107 einzelne Druckschriften bekannt geworden, die in William Caxtons Werkstätten produziert wurden. Seiner Brügger Offizin werden dabei sechs Titel zugeordnet. Die Auflagenhöhen dürften je nach Größe des Werkes bei 300 bis 400 Exemplaren anzusiedeln sein. Mehr als ein Dutzend von Caxtons Druckschriften erreichten eine zweite Auflage. Dabei bleibt zu berücksichtigen, dass aufgrund lückenhaften Quellenmaterials nicht mit Bestimmtheit zu sagen ist, wie viele Inkunabeln Caxtons Druckereien tatsächlich hervorbrachten. Doch bereits die Anzahl der bekannten Werke spricht für eine recht hohe Produktivität. In Anbetracht des hohen Arbeitspensums und der nicht unerheblichen physischen Anforderungen des Druckerhandwerks wird davon ausgegangen, dass William Caxton den handwerklichen Betrieb aus Altersgründen vorwiegend seinen Angestellten überließ und sich auf seine Talente als Verleger und Übersetzer konzentrierte.

### Verlegerisches Programm
Caxtons Verlagsprogramm weist deutliche Unterschiede zu den Konzeptionen anderer Druckerverleger der Inkunabelzeit auf. Während sich ein großer Teil seiner Berufskollegen auf Werke des klassischen Altertums spezialisierte oder Schriften zu Theologie und Philosophie in lateinischer Sprache zur Ausgabe brachte, konzentrierte sich Caxton auf die von ihm klug erkannten Bedürfnisse seiner englischen Leserschaft. So druckte er 74 seiner 107 bekannten Werke in englischer Sprache. Dabei griff er sowohl auf die Schriften englischer Autoren als auch auf Übersetzungen zurück. In über zwanzig Fällen übertrug Caxton fremdsprachliche Textgrundlagen eigenhändig in seine Muttersprache.
Der erste englische Drucker verzichtete jedoch nicht vollständig auf lateinische Titel. Auch er brachte Druckschriften in der Weltsprache der Gelehrten und des Klerus zur Ausgabe. Dies waren aber zum größten Teil Texte, die der praktischen Verwendung in Gottesdienst und Gemeindeleben dienten, wie z. B. Gebetbücher, Psalter, liturgische Anweisungen und auch Ablassbriefe. Französischsprachige Titel druckte Caxton nur selten.

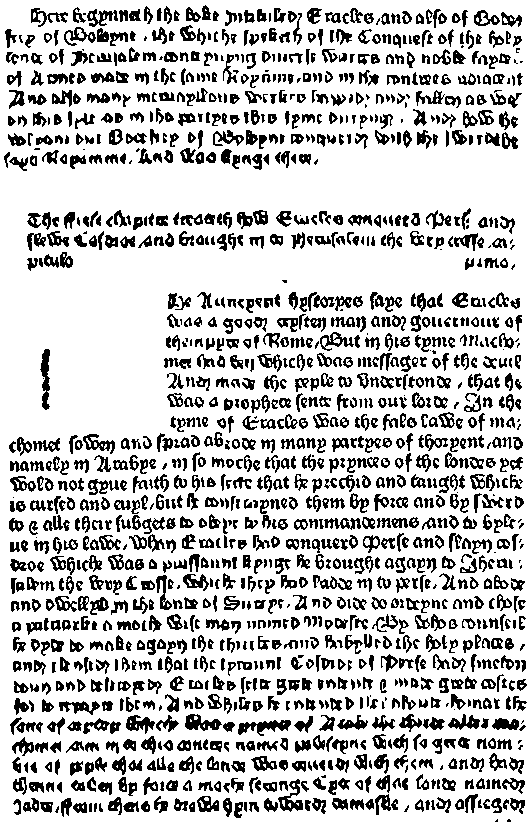
Faksimile der Seite 1 von Godefrey of Boloyne, William Caxton, Westminster, 1481. Beginn des Prologs: Here begynneth the boke Intituled Eracles, and also Godefrey of Boloyne, the whiche speketh of the Conquest of the holy lande of Jherusalem.

Auffallend an Caxtons verlegerischem Programm ist neben dem hohen Anteil englischsprachiger Schriften auch die Vielseitigkeit der zur Ausgabe gebrachten Inhalte. Im Gegensatz zu den meisten anderen Druckern seiner Zeit, die ihr Hauptaugenmerk auf lateinische und griechische Klassiker richteten, setzte William Caxton auf ein anderes thematisches Spektrum. Einen großen Teil seines Programms machte weltliche Unterhaltungsliteratur in englischer Sprache aus. Dabei handelte es sich meist um Geschichten aus der Antike (z. B. The Recuyell of the Historyes of Troy, History of Jason) oder um ritterlich-romantische Erzählungen (z. B. Godefrey of Boloyne). In vielen Werken wurden die unterhaltenden Aspekte auch mit philosophisch-moralischen Belehrungen kombiniert, etwa in den Dictes of the Philosophers oder der Ausgabe der Fabeln des Äsop. Bereits Caxtons zweites, noch in Brügge gedrucktes Buch über das Schachspiel (The Game and Playe of the Chesse, 1474/75; Neudruck London 1862), die Übersetzung eines Werkes von Jacobus de Cessolis nach der französischen Vorlage des Jean de Vignay, verband auf geschickte Weise Belehrendes mit Unterhaltung. Des Weiteren druckte Caxton auch historische und geografische Schriften (z. B. Chronicles of England, Mirror of the World) sowie das erste juristische Buch in englischer Sprache, die Statutes of Henry VII. Weiterhin brachte er noch eine Vielzahl anderer Druckschriften unterschiedlichen Inhalts zur Ausgabe, darunter die bereits angesprochenen liturgischen Texte, aber auch Schulbücher oder Anleitungen zur höfischen Etikette.

### Die englischen Klassiker
Große Aufmerksamkeit und bleibende Verdienste für die Vermittlung englischer Literatur erwarb sich William Caxton durch die Beförderung der literarischen Klassiker des englischen Mittelalters. Er druckte bedeutende Werke namhafter einheimischer Autoren wie John Gower (z. B. Confessio Amantis), John Lydgate (z. B. Life of our Lady) oder Sir Thomas Malory (Le Morte d’Arthur). Besondere Wertschätzung empfand Caxton für die Schriften Geoffrey Chaucers, von denen er eine größere Auswahl druckte und zur Ausgabe brachte (z. B. The Canterbury Tales, Troilus and Criseyde, Boethius, Book of Fame). Caxtons Bewunderung für diesen Autor kam stets auch in den Vorreden und Nachworten zu dessen Werken deutlich zum Ausdruck. Die Aufrichtigkeit seiner Begeisterung für Chaucers Kunst lässt sich auch daran ablesen, dass Caxton, nachdem er entdeckt hatte, dass seine erste Ausgabe der Canterbury Tales von 1476 auf einem fehlerhaften Text basierte, weder Kosten noch Mühen scheute und anno 1483 eine neue, verbesserte Ausgabe dieses bedeutenden Werkes herausbrachte, die zudem noch illustriert war.

### Wirtschaftliche Konzeption
Es wäre jedoch ein Irrtum, aus Caxtons leidenschaftlichem Engagement für die englischen Klassiker zu schließen, dass er als Drucker, Verleger und Herausgeber vorrangig von hehrem Idealismus geleitet worden wäre. Auch da, wo er seinen eigenen literarischen Vorlieben nachging, war Caxton stets auf das Nützliche und Zweckmäßige bedacht. Seine Beförderung der englischen Sprache und Literatur fußte nicht allein auf persönlichen Vorlieben, sondern war auch das Resultat nüchterner kaufmännischer Betrachtung des englischen Marktes. William Caxton erkannte, dass die Nachfrage nach lateinischen und griechischen Klassikern durch das Wirken seiner Druckerkollegen bereits ausreichend gedeckt wurde und englischsprachige unterhaltende Literatur viel mehr den Bedürfnissen seines Publikums entsprach. Folglich druckte er vornehmlich das, was seine Zeitgenossen willig aufnahmen und guten Absatz versprach. Die Werke seiner Druckereien zeichnen sich auch keineswegs durch besondere Schönheit oder prunkvolle Ausstattung aus. Caxton, der seine lateinischen Schriften in gotischen Typen und die englischsprachigen Titel in Bastarda druckte, produzierte nicht Bücher für Bibliophile, sondern solche Werke, die auf breite Nachfrage trafen und gute Gewinne versprachen. Ebendiese kaufmännische Rationalität dürfte entscheidend dazu beigetragen haben, dass der erste englische Drucker im Gegensatz zu vielen seiner Berufskollegen nicht an wirtschaftlichen Schwierigkeiten scheiterte, sondern als Geschäftsmann erfolgreich war.

## Bedeutung für die Entwicklung der englischen Sprache
William Caxtons kulturhistorische Bedeutung erwächst aber nicht allein aus seiner Rolle als Pionier des englischen Buchdrucks und seinem Erfolg als besonders geschickt wirtschaftender Drucker der Inkunabelzeit. Nachhaltige Verdienste erwarb sich Caxton auch in Bezug auf die Entwicklung der englischen Sprache. Er gilt als bedeutender Bildner und Reformator seiner Muttersprache, da er durch sein Wirken als Drucker und seine Tätigkeit als Übersetzer und Herausgeber entscheidend dazu beitrug, eine moderne und einheitliche englische Standardsprache zu entwickeln. Caxtons Leistungen für die englische Sprache sind damit durchaus vergleichbar mit den Verdiensten, die sich Martin Luther durch seine Bibelübersetzung für das Deutsche und Dante Alighieri mit seinem literarischen Werk für das Italienische erwarben.
Dabei war die Ausgangslage für den programmatisch auf englischsprachige Literatur setzenden Caxton durchaus problematisch. Im damaligen England gab es eine enorme Vielfalt unterschiedlichster lokaler Dialekte, die schließlich in einer Willkür von Sprache und Rechtschreibung gipfelte. Caxton stand vor der schwierigen Aufgabe, die ihm vorliegenden Texte so zu überarbeiten, dass sie im ganzen Land verstanden werden konnten. Er orientierte sich dabei an der meistverbreiteten Variante seiner Muttersprache, nämlich dem in London und Umgebung gebräuchlichen Dialekt.
Der Buchdruck erwies sich als geeignetes Instrument zur Durchsetzung einer annähernd einheitlichen englischen Schriftsprache. Caxton produzierte erstmals eine größere Anzahl auf mechanischem Wege hergestellter und daher völlig gleichlautender Schriften, die im ganzen Land Verbreitung fanden. Somit stellte die neue Technik trotz der für heutige Maßstäbe äußerst geringen Auflagenhöhen (ca. 300–400 Exemplare) doch einen nicht zu unterschätzenden Faktor für die weitere sprachliche Entwicklung in England dar.
Auch William Caxtons Tätigkeit als Übersetzer hatte einen nicht unerheblichen Einfluss auf die Herausbildung der modernen englischen Sprache. Mindestens 23 der von ihm zu Druck und Ausgabe gebrachten Werke wurden von Caxton eigenhändig ins Englische übertragen. Diese Schriften dürften demnach erheblich von den subjektiven Ansichten ihres Urhebers in Bezug auf Vokabular und sprachlichen Stil geprägt worden sein. Mit der Verbreitung der literarischen Inhalte fand folglich immer auch Caxtons Modell einer zeitgemäßen englischen Sprache den Weg zum Leser. Freilich konnten die erheblichen Fortschritte, welche die Einführung des Buchdrucks für die Verbreitung von Literatur und gebildeten Inhalten bedeutete, nur wenig daran ändern, dass der Zugang zum Medium Buch weiterhin einem kleinen, in besonderem Maße privilegierten Kreis vorbehalten blieb. Diese exklusive Gruppe hatte aber aufgrund ihrer herausgehobenen gesellschaftlichen Stellung einen besonders starken Einfluss auf die Entwicklung gehobener sprachlicher Kommunikation und die Ausbildung der englischen Schriftsprache.
Stilistisch besonders gelungen sind die den Werken voran- bzw. nachgestellten Prologe und Epiloge. Diese von Caxton selbst verfassten Beiträge enthielten nicht nur die üblichen Informationen eines Kolophons oder Incipits (z. B. Urheber, Datum, Druckort). Es handelte sich um kurze und kenntnisreiche Essays, die dem Leser Wissenswertes zu Autor und Werk präsentierten und den vorliegenden Text in einen größeren Zusammenhang einordneten. Dabei nahm der erste englische Drucker keineswegs einen neutralen Standpunkt ein. Die Vorreden und Nachworte transportierten immer auch subjektive Wertungen und Interpretationen. Er thematisierte offen seine ganz persönliche Beziehung zu den von ihm zu Druck und Ausgabe gebrachten Werken und gab der Leserschaft Auskunft über Motivation und Selbstverständnis des Druckers, Verlegers und Herausgebers William Caxton. Für die mit der Inkunabelzeit befasste buchwissenschaftliche Forschung sind die Prologe und Epiloge auch deshalb von besonderem Interesse, weil in ihnen vielfältige Anekdoten und Berichte zu finden sind, die helfen können, einen besseren Einblick in die Arbeit eines Druckers der Inkunabelzeit und die ihn umgebenden gesellschaftlichen Umstände zu gewinnen. Als sprachlich und inhaltlich besonders bemerkenswert wird Caxtons Vorwort zu Le Morte d’Arthur von Sir Thomas Malory bewertet. Die Edierung dieses Werkes gilt als für die Vermittlung englischer Literatur von herausragender Bedeutung.

## Trivia
Die Figur William de Worde in Terry Pratchetts Scheibenwelt-Romanen ist eine Verschmelzung der Namen der beiden Drucker William Caxton und Wynkyn de Worde.